# Юръп
„Юръп“  (на английски: Europe, в превод „Европа“) е популярна шведска хардрок група, създадена през 1979 г. в град Упландс Весбю, близо до Стокхолм. „Юръп“ е първата шведска рокгрупа, която получава международно признание, след като спечелва конкурс в Швеция през 1982 г. измежду 4000 аматьорски рокгрупи. Популярност придобива след издаването на албума „Утрешни криле“ (също „Криле на бъдещето“, на английски: Wings of tommorow) през 1984 г. и особено след появата на хита „Последните секунди“. Групата се събира отново през 2003 г. след единайсетгодишно прекъсване през 1992 г. Репертоарът на „Юръп“ е изцяло на английски език. Всички членове на днешния състав използват английски имена за артистични псевдоними, близки по смисъл или произношение до истинските им имена. Автор на повечето песни е вокалистът на групата Джоуи Темпест. „Юръп“ е най-успешната скандинавска рок група за всички времена и поради факта, че са продали над 25 милиона копия от албумите си по целия свят.

## История

### Началото (1979 – 1985)
Първото въплъщение на групата е било под името „Форш“, която е създадена през 1979 г. в градчето Упландс Весбю, край Стокхолм и се е състояла от вокалиста и китарист Джоуи Темпест, китариста Джон Норъм, басиста Петер Олсон и барабаниста Тони Рино. Групата изпратила няколко демо записа на звукозаписни компании, но им било казано, че ако искат да направят запис, трябва да си подстрижат косите и да пеят на шведски език. Две години по-късно Олсен напуска групата и е заменен от Джон Ливън. Само няколко месеца по-късно Ливън се присъединява към групата на Ингви Малмстийн „Райзинг Форс“, а басистът на Малмстийн Марсел Якоб се присъединява към „Юръп“. Това обаче продължава само три месеца, Ливън има проблеми с Малмстийн и двамата музиканти пак си разменят местата.
През 1982 г. приятелката на Темпест Лиса Уъртингтън-Ларшон включва „Форш“ в шведско състезание за рок таланти „Рок-ШМ“. „Форш“ се съревновава с 4000 други групи и печелят, като наградата е да направят запис. Темпест печели индивидуална награда за „Най-добър вокалист“, а Норъм за „Най-добър китарист“. По време на фестивала на „Форш“ им се налага да променят името си на „Юръп“. Техният едноименен албум „Юръп“ е издаден през следващата година и се продава добре в Швеция и Япония. Сингълът „Seven Doors Hotel“ („Хотел със седем врати“, също „Хотел седем врати“) става хит в топ 10 на Япония. Вторият албум, озаглавен „Wings of tomorrow“, е издаден година по-късно, а сингълът „Open your heart“ („Разкрий сърцето си“, също „Отвори сърцето си“) заинтригува звукозаписната компания „Кълъмбия Рекърдс“, която им предлага международен договор през 1985 г. През 1984 г. пианистът Мик Микели е нает да свири на концертите на групата и става неин официален член. По същото време Тони Рино е уволнен заради липса на мотивация и неявявания на репетиции. Заменен е от Иън Хогланд. През 1985 г. „Юръп“ записват саундтрака за филма „On the loose“ („На свобода“), от който е хитът „Rock the night“ („Разтърси нощта“, също „Рок през нощта“). Няколко месеца по-късно Темпест е помолен да напише песен за благотворителния проект „Шведска помощ за метъла“. Той написва „Give a helping hand“ („Подай ръка“), която ще включи най-големите звезди на шведския рок и метъл. Доходите от продажбите на сингъла, който е продуциран от китариста на „Изи Екшън“ Кий Марсело, са дарени на гладуващия народ на Етиопия.

### Световна слава (1985 – 1992)
В края на 1985 г. започват записите по следващия им албум. Резултатът е „The Final Countdown“, издаден през 1986 г. Албумът става световен хит с продажби от 6 милиона броя. Едноименната песен „The Final Countdown“ достига № 1 в 26 страни, а баладата „Carrie“ („Кери“) е на 3-то място в класацията „Горещите 100 на Билборд“ в САЩ. Недоволен от албума, доминиран от клавишните инструменти, както и от комерсиалния имидж на групата, Джон Норъм решава да напусне „Юръп“ през ноември 1986 г. и да развие самостоятелна кариера. Кий Марсело е помолен да го замени и след известно обмисляне решава да се присъедини към групата. Следващата година правят успешни турнета в Европа и САЩ. След „The Final Countdown“ следва албумът „Out of this world“ („Извън този свят“), който е издаден през 1988 г. по времето когато „Гънс Ен' Роузис“, „Инексес“ и „Ю Ту“ разбиват монопола, който е имала мелодичната хардрок музика в музикалната индустрия. Албумът се продава в 2 милиона екземпляра, което се счита за голям неуспех в сравнение с предишните продажби. Следват още турнета, които включват американско турне с „Деф Лепард“ и фестивала в „Нешънъл Боу“ в град Милтън Кийнс, Англия с Бон Джоуви, „Скид Роу“ и „Виксън“.
През септември 1989 г. „Юръп“ има изява в популярния клуб в Западен Холивуд (до Лос Анджелис) „Уиски а Гоу Гоу“ под псевдонима „Ле Барон Бойс“. Това име ще се използва по-късно за широко разпространения в Европа бутлег запис, който включва демо записи от 1989 – 1990 г. Две години по-късно, през 1991 г., излиза албумът „Prisoners in Paradise“ („Затворници в рая“), но медиите не му обръщат внимание заради бума на гръндж вълната, започната от „Нирвана“ и „Пърл Джем“. Вечерта срещу новата 1991 година „Юръп“ започват турне от „Токио Доум“ (Япония), на което също свирят групите „Тесла“, „Тъндър“ и „Металика“. Интересно е да се отбележи, че шоуто се е казвало „The Final Countdown“ („Последното броене“, в смисъл на западане, б. п.) След 10 години записи, турнета и живот заедно „Юръп“ решават да си вземат почивка, като турнето приключва през 1992 г. Оттогава Темпест, Норъм и Марсело издават самостоятелни албуми, докато другите членове на групата участват в няколко различни проекта и групи.

### Вторият период (1999 – 2009)
В навечерието на 21 век „Юръп“ са поканени да участват заедно с други групи на концерт в Стокхолм по случай настъпването на новия век. Вечерта на 31 декември 1999 г., дванадесет минути преди новогодишната нощ, те излизат на сцената и свирят за първи път с две китари. Съдбата среща единствените двама китаристи на групата Джон Норъм и Кий Марсело на съвместен концерт. Този концерт се превръща в едно изключително събитие. Той се състои на остров Шепсхолмен край Стокхолм. По неофициални данни е наблюдаван на живо от около 700 000 зрители при температура минус 15 градуса. „Юръп“ изпълняват само два хита – „Rock The Night“ и преработена версия на „The Final Countdown“. Въпреки леките проблеми на Темпест с гласа от студеното време, преплитането на по-изчистеното свирене на Марсело с по-твърдото на Норъм създава неповторим звук. Едновременното звучене на двете китари предава голяма плътност на инструментала на групата. Концертът е предаван по две телевизии – шведската ТВ 3 и ББС. След този концерт тръгват слухове, че групата ще се събира отново. И това наистина се случва. На 2 октомври 2003 г. е обявено официалното събиране на „Юръп“. Поканен е и Марсело, но той отказва, тъй като има собствени проекти. Първото турне след повторното събиране започва на 1 юни 2004 г. с концерт в норвежкия град Хамар. Турнето е европейско и завършва на 15 ноември в зала „Хамърсмит Аполо“ в английската столица Лондон. За разлика от годините на голямата слава това турне не е така наситено с почти ежедневни концерти. Средно на месец се падат по около 10 концерта. На 22 септември 2004 г. излиза и шестият по ред албум „Начало от тъмнината“. На 7 януари 2005 г. е началото на едноседмично турне в Япония, което започва от Токио и завършва на 14 януари във Фукуока. На 8 март 2005 г. от холандския град Харденберг е началото на европейско турне, което завършва на 20 март в Москва. Следва турне в САЩ, Канада, Шотландия и Англия, започващо от американския град Анахайм на 22 април, завършващо на 19 май в Лондон. От 21 май следват 8 концерта в различни европейски държави, като последният е на 20 август 2005 г. в румънския град Брашов. След малко повече от една година без концертна дейност на 25 октомври 2006 г. излиза седмият им албум „Тайно общество“. На следващия ден, 26 октомври, „Юръп“ започват турне в скандинавските държави и Дания с концерт в шведския град Лунд, което завършва на 14 ноември в норвежката столица Осло. Следва концерт на 31 декември 2006 г. в румънската столица Букурещ, който е предаван на живо по румънската национална телевизия. Новата 2007 г. започва с европейско турне на 14 януари в албанската столица Тирана. Това турне включва 26 концерта, като краят му е на 24 февруари в Санкт Петербург, Русия. Второто турне за 2007 г. е в Япония. То е едноседмично, започва от столицата Токио на 14 април и завършва на 20 април в Осака. На 11 май 2007 г. в град Ловеч „Юръп“ изнасят първия си концерт в България. На 26 януари 2008 г. изнасят полуакустичен концерт на живо в Стокхолм. Групата е придружена от струнен квартет и изпълнява преработени версии на свои собствени песни, също и преработени версии на песни от състави, които са повлияли на ситла на „Юръп“ през годините като Пинк Флойд, UFO, Лед Цепелин и Тин Лизи. Шоуто е широко отразено в Интернет и в официалния сайт на „Юръп“. На 17 септември 2008 г. записът е пуснат на CD. На 23 юли 2008 г. изнасят концерт с „Уайтснейк“ в Падуа, Италия. При бисирането на хита „Still of the Night“ на „Уайтснейк“ Джоуи Темпест се присъединява към вокала на Дейвид Ковърдейл. През август 2008 г. изнасят два концерта в Швеция заедно с „Дийп Пърпъл“ в градовете Линшьопинг – на 8 август, и в Юстад – на 9 август. Джон Норъм свири с „Дийп Пърпъл“ на хита Smoke on the Water. На 8 юни 2009 г. „Юръп“ започват записите за албума Last Look at Eden.

## „Юръп“ в България

### Видео
Първият излъчван видеоконцерт в България е „Live At The Hammersmith Odeon“, записан през 1987 г. в Лондон. Показан е в началото на 90-те години на 20 век по Българската национална телевизия.

### Концерти
За първи път групата гостува в България, като изнася двучасов концерт на 11 май 2007 г. в град Ловеч, на градския площад и е в рамките на ежегодния музикален фестивал „Ловеч Мюзик Фест“ и празника на града. Началото му е около 21:10 ч. По данни от сайта на групата концертът е посетен от около 15 000 зрители. Подгряваща група на „Юръп“ е българската „Б.Т.Р.“.
На 15 юни 2012 г., Юръп посещават за втори път България. Концертът им в зала „Фестивална“, София е част от световното им турне по представянето на новоиздадения албум Bag of Bones.
На 28 юни 2014 г. групата е част от Каварна рок фест.
На 16 май 2017 г. Юръп гостуват за четвърти път в България, като концертът се състои в столичната зала Арена Армеец. Поводът за визитата им е 30-годишния юбилей на албума „The Final Countdown“, издаден през 1986 г.

## Членове

### Настоящи членове
- Джоуи Темпест (на английски: Joey Tempest) – вокал (1979 – 92; от 2003 – )
- Джон Норъм (на норвежки Йон Нурум, John Norum) – китара (1979 – 86; от 2003 – )
- Джон Ливън (на шведски Юн Левен, John Levén) – баскитара (1981 – 92; от 2003 – )
- Мик Микели (на шведски Mic Michaeli) – клавишни (1984 – 92; от 2003 – )
- Иън Хогланд (на английски: Ian Haugland) – ударни и перкусии (1984 – 92; от 2003 – )

### Бивши членове
- Петер Олсон (на шведски Peter Olsson) – баскитара (1979 – 81)
- Марсел Якоб (на шведски Marcel Jacob) – баскитара (1981)
- Тони Рино (на английски Tony Reno, на шведски Тони Ниемистьо, Tony Niemistö) – ударни и перкусии (1979 – 84)
- Кий Марсело (на английски Kee Marcello) – китара (1986 – 92)

## Дискография

### Студийни албуми
- „Europe“ (1983)
- „Wings of Tomorrow“ (1984)
- „The Final Countdown“ (1986)
- „Out of This World“ (1988)
- „Prisoners in Paradise“ (1991)
- „Start from the Dark“ (2004)
- „Secret Society“ (2006)
- „Last Look at Eden“ (2009)
- „Bag of Bones“ (2012)
- „War of Kings" (2015)
- Walk the Earth (2017)

### Сборни албуми
- 1982 – 1992 (1993)
- Definitive Collection (1998)
- 1982 – 2000 (1999) – 1982 – 1992 преиздаден
- Rock the Night: The Very Best of Europe (2004)

### Сингли
- Seven Doors Hotel (1983)
- Lyin' Eyes (1983)
- Dreamer (1984)
- Stormwind (1984)
- Open Your Heart (1984)
- Rock the Night (1985)
- On the Loose (1985)
- The Final Countdown (1986) #8 US, #1 UK, #2 AUS
- Love Chaser (1986)
- Rock the Night – нова версия (1986) #30 US, #12 UK, #22 AUS
- Carrie (1986) #3 US, #22 UK
- Cherokee (1986) #72 US
- Superstitious (1988) #31 US, #34 UK, #45 AUS
- Open Your Heart – нова версия (1988) #86 UK
- Let the Good Times Rock (1989) #85 UK
- More Than Meets the Eye (1989)
- Tomorrow (1989)
- Prisoners in Paradise (1991)
- I'll Cry for You (1992) #28 UK
- Halfway to Heaven (1992) #42 UK
- Sweet Love Child (1993)
- The Final Countdown 2000 – Remix (1999) #36 UK, #33 AUS
- Got to Have Faith (2004)
- Hero (2004)
- Always the Pretenders (2006)
- Last Look At Eden (2009)

### Видео
- Live At Solna Hallen (1986)
- Europe In America (1987)
- Live At The Hammersmith Odeon (1987)

### DVD
- Rock The Night (2004)
- Europe: Live In Stockholm (2004)
- Rock The World (USA) (2004)
- Live From The Dark (2005)
- The Final Countdown Tour 1986 Live In Sweden, 20 Anniversary Edition (2006)